# Ноне
Но̀не (на италиански: None; на пиемонтски: Non, Нон) е град и община в Метрополен град Торино, регион Пиемонт, Северна Италия. Разположен е на 245 m надморска височина. Към 1 януари 2020 г. населението на общината е 7948 души, от които 407 са чужди граждани.